# ITV2
ITV2 és un canal de televisió britànic d'emissió lliure propietat d'ITV Digital Channels. Va començar a emetre el 7 de desembre de 1998.
El canal és conegut per l'emissió de sèries estatunidenques com Gossip Girl i The Vampire Diaries, de repeticions d'episodis de telenovel·les i altres programacions d'entreteniment d'ITV com Coronation Street i Emmerdale, de programes relacionats amb programes de telerrealitat al canal principal com I'm a Celebrity: Extra Camp, i de programacions originals com Celebrity Juice i Love Island.
ITV2 va guanyar el premi Channel of the Year (canal de l'any) als Broadcast Digital Awards el 2007 i de nou el 2013. També va ser nomenat Canal No Terrestre de l'Any al Festival Internacional de la Televisió d'Edimburg el 2007.